# Klątwa wiedzy
Klątwa wiedzy – tendencja do niezdawania sobie sprawy, że ktoś może nie posiadać takiej wiedzy jak my. Jest ona jednym z błędów poznawczych.
Klątwa wiedzy sprawia, że posiadając wiedzę na dowolny temat, nie jesteśmy już w stanie zrozumieć, jak to jest nie mieć takiej wiedzy, aby postawić się w ciele drugiej osoby, która może takiej wiedzy nie posiadać. Może to prowadzić do nieporozumienia lub konfliktów podczas komunikacji. Narażeni są na nią szczególnie specjaliści w jakiejś dziedzinie. Wiedza na temat tego błędu poznawczego jest szczególnie istotna w edukacji i marketingu. Pojęcie klątwy wiedzy wywodzi się z ekonomii i było badane, m.in. w kontekście negocjacji handlowych.